# Charles Rampelberg
Charles Rampelberg (* 11. Oktober 1909 in Tourcoing als Charles Maurice Rampelberg; † 18. März 1982 in Perthes) war ein französischer Bahnradsportler und Unternehmer.
Charles Rampelberg stammt aus Nord-Pas-de-Calais, einer Region im Norden Frankreichs, die für ihre Textilindustrie bekannt war. Er wurde als dritter von fünf Söhnen des belgischstämmigen Ingenieurs Alfred Rampelberg in Tourcoing geboren, seine ersten Lebensjahre verbrachte er in der Nachbargemeinde Halluin. Zu Beginn des Ersten Weltkriegs zog die Familie nach Cassel in Nordfrankreich, wo Alfred Rampelberg am Bau der dortigen Straßenbahn beteiligt war. 1918 zog die Familie nach Pierrefitte bei Paris. Dort begann Rampelberg das Radfahren und trainierte im nahegelegenen, 1928 eröffneten Velodrom von Saint-Denis.
1931 konnte er als Amateur beim renommierten Sprint-Wettbewerb Grand Prix de Paris den zweiten Platz belegen, 1933 abermals. 1932 startete Charles Rampelberg bei den Olympischen Spielen in Los Angeles und errang die Bronzemedaille im 1000-Meter-Zeitfahren mit einer Zeit von 1:13,3 Minuten. 1933 gewann er den Grand Prix Cyclo-Sport de Vitesse, 1935 wurde er in der Nachwuchs-Klasse französischer Vize-Meister im Sprint.
Zu Beginn des Zweiten Weltkriegs weilte Rampelberg in Australien, blieb dort und fuhr Rennen als Profi für die australische Mannschaft Malvern Star. 1941 startete er beim Sechstagerennen in Sydney und wurde gemeinsam mit dem Australier Hugh Smith Zweiter.
Nach einem Sturz, bei dem er schwere Kopfverletzungen erlitt, beendete Rampelberg seine Radsport-Laufbahn und eröffnete in Australien als traiteur-charcutier ein französisches Delikatessengeschäft. Nach dem Krieg kehrte er nach Frankreich zurück und leitete gemeinsam mit seinem Bruder, dem Künstler Emile Rampelberg, in Paris ein Atelier für Haute-Couture-Textilien, das eines der bedeutendsten Europas wurde. Emile war für die künstlerischen Aufgaben, Charles für den Vertrieb zuständig.
Auf der Rückfahrt von einer Geschäftsreise nach Spanien erlitt Charles Rampelberg einen Schlaganfall und starb 18 Monate später in seinem Haus in Perthes.